# Morning Moonで会いましょう/三時の妖精
『Morning Moonで会いましょう/三時の妖精』（モーニング・ムーンであいましょう/さんじのようせい）は、1995年の劇場用アニメーション『美少女戦士セーラームーンSuperS セーラー9戦士集結!ブラック・ドリーム・ホールの奇跡』の主題歌マキシシングルである。1995年12月1日に日本コロムビアより発売。

## 概要
タイトル曲「Morning Moonで会いましょう」は、劇場版アニメーション『美少女戦士セーラームーンSuperS セーラー9戦士集結!ブラック・ドリーム・ホールの奇跡』のエンディング主題歌。カップリング曲「三時の妖精」は、同作の挿入歌でキャラクター工房製作のエコトレイン「スイーツトレイン」の車内BGM・テーマソングにも使用されている。
2曲のオリジナル・カラオケ付き。

## 曲目リスト
1. Morning Moonで会いましょう [4:30]
  - 歌：プリティキャスト
  - 作詞：佐藤ありす、作曲：鈴木キサブロー、編曲：戸塚修
2. 三時の妖精 [3:26]
  - 歌：プリティキャスト・森の木児童合唱団
  - 作詞：佐藤ありす、作曲：有澤孝紀、編曲：有澤孝紀、
3. Morning Moonで会いましょう（オリジナル・カラオケ） [4:31]
4. 三時の妖精（オリジナル・カラオケ） [3:26]